# Puesco
Puesco es una localidad ubicada en la comuna de Curarrehue de la Provincia de Cautín, en la IX Región de Araucanía. Limita con la República Argentina en el paso fronterizo Mamuilmalal.

## Datos básicos

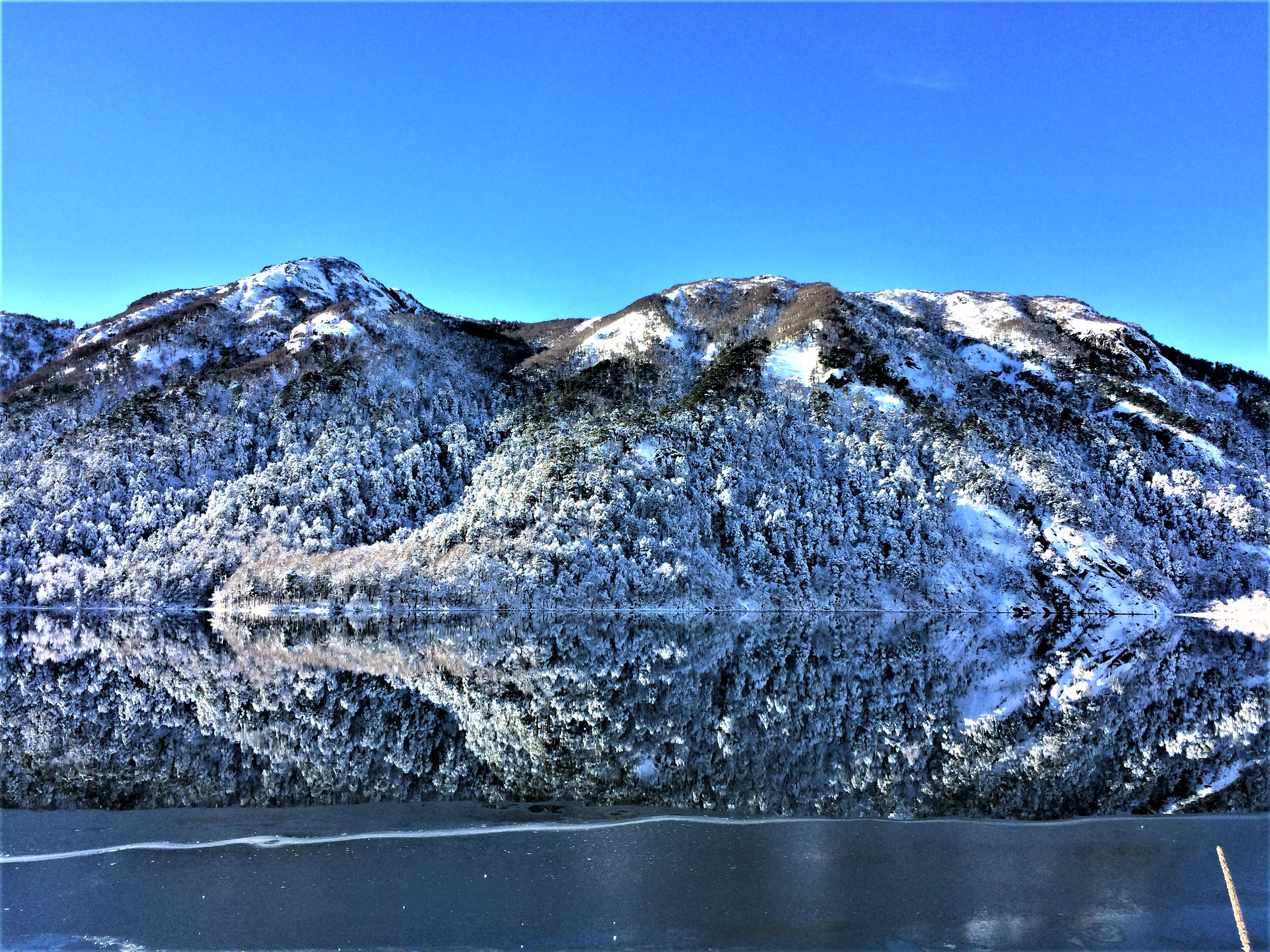
Sector Puesco en invierno, comuna de Curarrehue

- Cuenta con unos 200 habitantes.

## Contexto geográfico
Está ubicada en la zona cordillerana de los Andes por el camino internacional, famosa por la fauna, paisajes naturales e infinitas lagunas. Una de ellas es la laguna Quillelhue, la más conocida de la zona, debido a que el camino internacional lo recorre por un costado, poco antes de llegar a la aduana chilena.
- Datos: Q6092577